# 造癭瘤節蜱
造癭瘤節蜱（学名：Aceria gallae）为節蜱科瘤節蜱屬下的一个种。